# Rovfluer
Rovfluer (latin Asilidae) er kraftfuldt bygget, børstede fluer med en kort kraftig snabel omkransende en skarp suge hypofarynx. Navnet "rovfluer" afspejler deres berygtede aggressive rovdyrvaner; de spiser hovedsageligt eller eksklusivt andre insekter og som regel ligger de i baghold og fanger deres bytte i flugt.